# Saint-Hilaire-Petitville

Saint-Hilaire-Petitville este o comună în departamentul Manche, Franța. În 1 ianuarie 2018 avea o populație de 1.354 de locuitori.